# Bacoachi
Para el municipio del cual éste pueblo es cabecera, véase «Municipio de Bacoachi».
Bacoachi (del idioma ópata Vaccaratzi: "Lugar de la culebra de agua") es un pueblo mexicano ubicado en el norte del estado de Sonora, en la zona de la Sierra Madre Occidental, el pueblo es cabecera municipal y la localidad más poblada del municipio de Bacoachi. Según datos del Censo de Población y Vivienda realizado en 2020 por el Instituto Nacional de Estadística y Geografía (INEGI), Bacoachi cuenta con 1,036 habitantes.
Fue fundado en el año de 1649 por el capitán Simón Lazo de la Vega como una villa española, en un lugar donde habitaban tribus ópatas. El pueblo es una de las cabeceras municipales menos poblados del estado, y también uno de los pueblo turísticos adyacentes a la Ruta del río Sonora.
Se encuentra a 155 km al sureste de la ciudad fronteriza de Heroica Nogales, a 266 km al noreste de la capital sonorense Hermosillo y a 397 km de la ciudad portuaria de Heroica Guaymas.

## Historia

### Primeros pobladores nativos
Originalmente el territorio que ocupa el pueblo de Bacoachi, estaba habitado antes de la conquista española, por tribus de indios ópatas teguimas, quienes nombraban su pueblo "Cuchibacoachi".

### Llegada de los españoles
En 1644, con el avance de los colonizadores hacia el norte de la Nueva España, el primer español en llegar a la zona fue don Pedro de Perea quién sometió a los indígenas, después llegaron a esta parte de la sierra los evangelizadores y misioneros jesuitas Ignacio Molarja, Jerónimo de la Canal y Pedro Pantoja para explorar y predicar a los nativos. Los padres fueron mal recibidos, obteniendo una sublevación en su contra por parte del pueblo indígena, por lo cual tuvieron que pedir una solicitud y ayuda a Simón Lazo de la Vega, quién era el alcalde mayor y capitán de guerra de Sonora, para tomar las medidas de represión necesarias en contra del pueblo. Lazo de la Vega sometió a los indígenas de este lugar y a los de Cucuribascai. Después del sometimiento, creó una alianza entre pimas y ópatas,

### Fundación
Ese mismo año en 1649, después del sometimiento efectivo hacia los nativos ópatas, el capitán Simón Lazo de la Vega, fundó en el mismo lugar que habitaban los indígenas, una villa española, siendo la primera en este género, que años después sería nombrada Bacoachi.

### Creación de su municipio
Cuando se promulgó la primera división política del Estado de Occidente, mediante la constitución española del Cádiz, se creó en el año de 1813 por primera vez el Municipio de Bacoachi, dicha constitución mandaba en su artículo 110° que todas las poblaciones con más de 1,000 habitantes deberían contar con la infraestructura de un gobierno municipal, y el pueblo de Bacoachi cumplía con esto.
Un año después en 1814, el rey Fernando VII de España suprimió varios de esos primeros municipios decretados y entre ellos iba el municipio de Bacoachi. Después vinieron dos constituciones más, una en 1820 y otra local en 1825 en las cuales en ambas se establecían que se nombrara municipios a aquellas comunidades con más de 3 mil habitantes, por lo cual Bacoachi recuperó su municipalidad.
Luego, en 1831, una nueva constitución aprobó la división política en partidos y todo lo que en 1813 había sido el municipio de Bacoachi pasó a formar parte del Partido de Arizpe, en 1848 una nueva constitución ratificó la división sobre la base de distritos sólo para la administración interior de cada partido (es decir; sin disolver los partidos ya decretados), y entonces Bacoachi, formó parte tanto del partido como del Distrito de Arizpe. Y así se mantuvo hasta la actualidad.

## Geografía
Véase también: Geografía del municipio de Bacoachi.
El pueblo de Bacoachi se localiza en la zona norte del estado de Sonora bajo las coordenadas geográficas 30°37'53.599" de latitud norte y 109°58'6.209" de longitud oeste del meridiano de Greenwich, a una elevación media de 1,052 metros sobre el nivel del mar, su zona urbana cubre una superficie de 6.03 km². Se ubica en el centro del territorio de su propio municipio, el cual limita al norte con el municipio de Cananea, al este con el de Fronteras, al sureste con el de Nacozari de García, y al sur y oeste con el de Arizpe.
En sus alrededores existen zonas accidentadas, semiplanas y planas, predominan las primeras por estar ubicado en la parte alta de la Sierra Madre Occidental, sobresalen las serranías cercanas de Buenos Aires, Púrica, de Ajos y de Bavispe, la cual estas dos últimas fueron decretadas juntas en 1939 como Área Natural Protegida, como reserva forestal nacional y refugio de vida silvestre. El único cuerpo de agua importante que fluye cerca es el río Sonora procedente de la ciudad de Cananea.

### Clima
El clima en Bacoachi es semiseco y templado, con una temperatura media anual de 17.7 °C. Su temperatura alta media anual es de 27.4 °C y su baja media anual es de 8.1 °C, la temperatura más alta registrada en los últimos 15 años ha sido de 44 °C, y su temperatura más baja se ha registrado de -13.5 °C, siendo uno de los lugares más fríos del estado. El período de lluvias se presenta en verano en los meses de julio y agosto teniendo una precipitación media anual de 514 milímetros, las heladas se dan del mes de octubre a abril.
| Parámetros climáticos promedio de Bacoachi, Sonora (1951-2010)                   | Parámetros climáticos promedio de Bacoachi, Sonora (1951-2010) | Parámetros climáticos promedio de Bacoachi, Sonora (1951-2010) | Parámetros climáticos promedio de Bacoachi, Sonora (1951-2010) | Parámetros climáticos promedio de Bacoachi, Sonora (1951-2010) | Parámetros climáticos promedio de Bacoachi, Sonora (1951-2010) | Parámetros climáticos promedio de Bacoachi, Sonora (1951-2010) | Parámetros climáticos promedio de Bacoachi, Sonora (1951-2010) | Parámetros climáticos promedio de Bacoachi, Sonora (1951-2010) | Parámetros climáticos promedio de Bacoachi, Sonora (1951-2010) | Parámetros climáticos promedio de Bacoachi, Sonora (1951-2010) | Parámetros climáticos promedio de Bacoachi, Sonora (1951-2010) | Parámetros climáticos promedio de Bacoachi, Sonora (1951-2010) | Parámetros climáticos promedio de Bacoachi, Sonora (1951-2010) |
| Mes                                                                              | Ene.                                                           | Feb.                                                           | Mar.                                                           | Abr.                                                           | May.                                                           | Jun.                                                           | Jul.                                                           | Ago.                                                           | Sep.                                                           | Oct.                                                           | Nov.                                                           | Dic.                                                           | Anual                                                          |
| -------------------------------------------------------------------------------- | -------------------------------------------------------------- | -------------------------------------------------------------- | -------------------------------------------------------------- | -------------------------------------------------------------- | -------------------------------------------------------------- | -------------------------------------------------------------- | -------------------------------------------------------------- | -------------------------------------------------------------- | -------------------------------------------------------------- | -------------------------------------------------------------- | -------------------------------------------------------------- | -------------------------------------------------------------- | -------------------------------------------------------------- |
| Temp. máx. abs. (°C)                                                             | 39.0                                                           | 33.0                                                           | 35.0                                                           | 37.0                                                           | 43.0                                                           | 44.0                                                           | 44.0                                                           | 41.0                                                           | 39.0                                                           | 39.0                                                           | 38.0                                                           | 30.0                                                           | 44.0                                                           |
| Temp. máx. media (°C)                                                            | 19.7                                                           | 20.5                                                           | 23.4                                                           | 26.7                                                           | 31.6                                                           | 35.3                                                           | 34.3                                                           | 33.5                                                           | 32.1                                                           | 29.4                                                           | 23.4                                                           | 18.8                                                           | 27.4                                                           |
| Temp. media (°C)                                                                 | 10.3                                                           | 10.9                                                           | 13.2                                                           | 16.0                                                           | 20.1                                                           | 24.4                                                           | 26.2                                                           | 25.6                                                           | 23.4                                                           | 19.1                                                           | 13.4                                                           | 9.9                                                            | 17.7                                                           |
| Temp. mín. media (°C)                                                            | 0.9                                                            | 1.4                                                            | 3.0                                                            | 5.4                                                            | 8.6                                                            | 13.8                                                           | 18.1                                                           | 17.7                                                           | 14.8                                                           | 8.9                                                            | 3.3                                                            | 1.0                                                            | 8.1                                                            |
| Temp. mín. abs. (°C)                                                             | -9.0                                                           | -13.5                                                          | -6.0                                                           | -3.0                                                           | -1.0                                                           | 5.0                                                            | 2.0                                                            | 5.0                                                            | 6.0                                                            | -5.0                                                           | -8.0                                                           | -9.0                                                           | -13.5                                                          |
| Precipitación total (mm)                                                         | 32.0                                                           | 27.0                                                           | 15.8                                                           | 8.4                                                            | 2.4                                                            | 10.7                                                           | 150.1                                                          | 107.9                                                          | 53.0                                                           | 38.1                                                           | 26.2                                                           | 38.8                                                           | 510.4                                                          |
| Días de precipitaciones (≥ 0.1 mm)                                               | 3.4                                                            | 3.0                                                            | 2.1                                                            | 1.0                                                            | 0.6                                                            | 2.3                                                            | 12.6                                                           | 10.8                                                           | 4.9                                                            | 3.0                                                            | 2.0                                                            | 3.7                                                            | 49.4                                                           |
| Fuente: Servicio Meteorológico Nacional. Actualizado el 23 de noviembre de 2016. |                                                                |                                                                |                                                                |                                                                |                                                                |                                                                |                                                                |                                                                |                                                                |                                                                |                                                                |                                                                |                                                                |

## Demografía
Según el Censo de Población y Vivienda realizado en 2020 realizado por el Instituto Nacional de Estadística y Geografía (INEGI),el pueblo tiene un total de 1036 habitantes, de los cuales 512 son hombres y 524 son mujeres. En 2020 había 511 viviendas, pero de estas 317 viviendas estaban habitadas, de las cuales 88 estaban bajo el cargo de una mujer. Del total de los habitantes, 4 personas (0.39% del total) se consideran afromexicanos o afrodescendientes.
El 92.28% de sus pobladores pertenece a la religión católica, el 6.08% es cristiano evangélico/protestante o de alguna variante, mientras que el 1.64% no profesa ninguna religión.

### Educación y salud
De acuerdo con el Censo de Población y Vivienda de 2020; 4 niños de entre 6 y 11 años (0.39% del total), 4 adolescentes de entre 12 y 14 años (0.39%), 36 adolescentes de entre 15 y 17 años (3.47%) y 22 jóvenes de entre 18 y 24 años (2.12%) no asisten a ninguna institución educativa. 20 habitantes de 15 años o más (1.93%) son analfabetas, 22 habitantes de 15 años o más (2.12%) no tienen ningún grado de escolaridad, 96 personas de 15 años o más (9.27%) lograron estudiar la primaria pero no la culminaron, 31 personas de 15 años o más (2.99%) iniciaron la secundaria sin terminarla, teniendo el pueblo un grado de escolaridad de 8.28.
La cantidad de población que no está afiliada a un servicio de salud es de 89 personas, es decir, el 8.59% del total, de lo contrario el 91.41% sí cuenta con un seguro médico ya sea público o privado. Con datos del mismo censo, 83 personas (8.01%) tienen alguna discapacidad o límite motriz para realizar sus actividades diarias, mientras que 14 habitantes (1.35%) poseen algún problema o condición mental.

### Instituciones educativas
En 2010 se tenían 3 instituciones educativas registradas en la localidad, todas de carácter público y administradas por el gobierno estatal:
- El jardín de niños "Juan Francisco Strapparola";[25]
- La escuela primaria "Ignacio Tato";[26]
- Y la telesecundaria #86.[27]

### Población histórica
Evolución de la cantidad de habitantes desde el evento censal del año 1900:
| Año           | 1900 | 1910 | 1921 | 1930 | 1940 | 1950 | 1960 | 1970 | 1980 | 1990 | 1995 | 2000 | 2005 | 2010  | 2020  |
| Población     | 982  | 938  | 806  | 671  | 783  | 795  | 739  | 859  | 772  | 956  | 926  | 924  | 945  | 1,090 | 1,036 |
| Fuente: INEGI |      |      |      |      |      |      |      |      |      |      |      |      |      |       |       |

## Gobierno
Véase también: Gobierno del municipio de Bacoachi.
La sede del gobierno municipal se encuentra este pueblo por ser la cabecera municipal, Bacoachi es una de las 39 localidades que se encuentran dentro de la jurisdicción de su municipio. El ayuntamiento está integrado por un presidente municipal, un síndico, 3 regidores de mayoría relativa y 2 de representación proporcional, electos cada tres años.
El gobierno municipal forma parte del II Distrito Electoral Federal de Sonora con sede en a ciudad de Nogales, y del VI Distrito Electoral de Sonora con sede en Cananea.

## Cultura y turismo
Bacoachi es uno de los pueblos adyacentes a la ruta turística del río Sonora, un proyecto que recorre aproximadamente 400 km desde Hermosillo hasta Cananea, ejecutado por la Comisión de Fomento al Turismo de Sonora (COFETUR) y la Oficina de Convenciones y Visitantes del Río Sonora (OCVR), y también desde 2011 forma parte de la ruta gastronómica, la cual va a la par a la del río Sonora.

### Monumentos y sitios históricos
- El templo de San Miguel Arcángel, construida en 1678, y modificada totalmente en la primera mitad del siglo XX.[11]
- Plaza principal.
- Pinturas rupestres del poblado cercano de Mututitachi.[34]

### Fiestas y celebraciones
- Abril: Caravana del Recuerdo, por Semana Santa;[35]
- 29 de septiembre: Fiestas patronales en honor de San Miguel Arcángel;[36]
- 13-15 de noviembre: Festival cultural del Río Sonora.[37]

|  |
|  |

|  |
|  |